# Valentina Petrinská-Muchinová
Valentina Michajlovna Petrinská-Muchinová (rusky Валентина Михайловна Мухина-Петринская)
(7. února 1909, Kamyšin, Saratovská gubernie, Ruské impérium – 5. června 1993, Saratov) byla ruská sovětská spisovatelka především knih pro děti a mládež.

## Život
Narodila se ve městě Kamyšin v Saratovské gubernii (dnes Volgogradská oblast). Pocházela z rodiny dělníka a člena Komunistické strany Ruska. Studium historie na Saratovské univerzitě nedokončila, protože její otec onemocněl a ona se musela postarat o rodinu. Vystřídala řadu povolání (meteorolog, laboratorní asistentka, učitelka a další) a začala také publikovat své první práce. Počátkem října roku 1937 však byla se skupinou saratovských spisovatelů v rámci tzv. Velké čistky na základě falešného udání zatčena a bez jakýchkoliv důkazů odsouzena na deset let vězení do Gulagu. Během výkonu trestu se seznámila s bývalým učitelem ruského jazyka a literatury Valerianem Georgijevičem Petrinským, za kterého se roku 1945 provdala..
Plné rehabilitace se dočkala až roku 1954 po Stalinově smrti. Přestěhovala se do Saratova a pokoušela se publikovat svá díla, což jí jako bývalému politickému vězni nebylo na základě nepsaného rozhodnutí krajského výboru Komunistické strany umožněno. Díky podpoře Konstanina Paustovského a Alexandra Tvardovského mohla nakonec roku 1958 vydat knihu Если есть верный друг (Když je opravdový přítel) a stát se členem Svazu sovětských spisovatelů..
Do své smrti toku 1993 napsala celou řadu knih pro děti a mládež, díky kterým je považována za pokračovatele ruského novoromantického spisovatele Alexandra Grina. Její hrdinové jsou čestní a spravedliví lidé, kteří nesmiřitelně vystupují proti pokrytectví, lži a podlosti a jejichž cílem je pochopit tajemství vědy a přírody..

## Dílo
- Побежденное прошлое (1935).
- Тринадцать дней (1936).
- Под багровым небом (1937).
- Если есть верный друг (1958).
- Гавриш из Катарей (1960).
- Смотрящие вперед (1961).
- Обсерватория в дюнах (1963).
- Плато доктора Черкасова (1964, Plató doktora Čerkasova), česky jako Drama za polárním kruhem, román líčící osudy výzkumné expedice geologů a vulkanologů na Čukotce. Hrdinou příběhu je dvanáctiletý chlapec, který se v tvrdých podmínkách změní z bázlivého chlapce ve statečného jinocha.
- На вечном пороге (1965).
- Корабли Санди (1966, Sandyho koráby).
- Встреча с неведомым (1969, Setkání s neznámem), pokračování románu Plató doktora Čerkasova.
- Путешествие вокруг вулкана (1969).
- Океан и кораблик (1976).
- Утро. Ветер. Дороги. (1978).
- Планета Харис (1984, Planeta Haris), vědeckofantastický román.
- Позывные Зурбагана (1986).
- На ладони судьбы (1990).

### Česká vydání
- Drama za polárním kruhem, Albatros, Praha 1979, přeložila Eva Čeřovská.